# Атака (стихотворение)
«Атака» («Красивые, во всём красивом…») — стихотворение русского советского поэта Иосифа Уткина (1903—1944), написанное и впервые опубликованное в 1925 году.

## Содержание, отзывы
Как и многие другие стихотворные произведения поэта, «Атака» посвящена теме войны (Уткин в мае 1920 года в возрасте 17 лет добровольцем вступил в Красную армию, участвовал в военных действиях на Дальнем Востоке). В «Литературной энциклопедии» (1939) в статье про Уткина «Атака» была указана как одно из характерных произведений поэта, в которых он «восторженно воспевает бои, атаки, … поэтизируя военный героизм сам по себе, безотносительно к его цели», а некоторые строки стихотворения были приведены как пример романтической трактовки поэтом военной темы и даже как образец «своего рода эстетского приукрашивания войны» («Красивые, во всём красивом, // Они несли свои тела… …А впереди, // Как лебедь, тонкий, // …Скакал безусый офицер»). Евгений Евтушенко, однако, расценивал первые строки стихотворения как «близкие к самопародии».
С содержанием «Атаки» полемизировал Владимир Маяковский в стихотворении 1929 года «Долой! Западным братьям»: «Кое-кто // и сегодня // мерином сивым // подвирает, // закусив // поэтические удила: // „Красивые, // во всём красивом, // они // несли свои тела…“» По мнению Маяковского, «поэтами облагороженная // война и военщина // должна быть // поэтом // оплёвана и развенчана».

## Публикации
Впервые стихотворение (первые четыре строфы) было опубликовано в 1925 году в 14-м номере московского журнала «Прожектор» под заголовком «Эскадрон». В полном виде впервые было опубликовано в том же году в 22-м номере того же журнала «Прожектор». Стихотворение вошло во многие издания произведений Уткина, в том числе в сборник «Стихотворения и поэмы», вышедший в 1966 году в «Большой серии» «Библиотеки поэта».